# Koivusaari (ö i Finland, Norra Savolax, Kuopio, lat 63,00, long 27,97)
Koivusaari är en ö i Finland. Den ligger i sjön Juurusvesi och Akonvesi och i kommunen Kuopio i den ekonomiska regionen  Kuopio ekonomiska region  och landskapet Norra Savolax, i den centrala delen av landet, 300 km nordost om huvudstaden Helsingfors. Öns area är 16,8 hektar och dess största längd är 0,9 kilometer i sydöst-nordvästlig riktning.